# Jean Zinn-Justin
Jean Zinn-Justin né le 10 juillet 1943 à Berlin est un physicien français membre  de l'Académie des sciences. Jean Zinn-Justin est conseiller scientifique au Commissariat à l'Énergie Atomique.

## Carrière
Après des études à l’École polytechnique (1962-1964), Jean Zinn-Justin a préparé une thèse de physique à Saclay sous la direction de Marcel Froissart (Université d’Orsay, 1968). Jean Zinn-Justin travaille, depuis 1965, comme physicien à Saclay, au Centre de recherche nucléaire du Commissariat à l'énergie atomique (CEA). De 1993 à 1998, il était à la tête de la physique théorique au CEA comme directeur de l'IPhT. Il a été professeur invité à l'Institut de Technologie du Massachusetts (MIT), à l'Université de Princeton, l'Université d'État de New York à Stony Brook (1972) et l'Université Harvard, ainsi que chercheur invité au CERN. 
De 1987 à 1995, il est directeur de l'École d'été de Physique Théorique des Houches.
En 2003, il devient chef du DAPNIA (Département d'astrophysique, physique des particules, physique nucléaire et instrumentation associée) au centre de recherche nucléaire français de Saclay.
Il s'est spécialisé essentiellement dans la théorie quantique des champs en physique des particules (en particulier avec le groupe de renormalisation) et dans le contexte de la mécanique statistique des transitions de phase, sur quoi il a publié un livre notable.
Le 15 mars 2011, il devient membre élu de l'Académie des Sciences dans la section Physique,.

## Travaux scientifiques
Les travaux théoriques de Jean Zinn-Justin portent, en majorité, sur le développement de méthodes de théorie quantique des champs et de groupe de renormalisation, et leurs applications à la physique des particules élémentaires,  à la  physique des transitions de phase macroscopiques (liquide-gaz, superfluide, ferromagnétiques..) et aux propriétés statistiques des longues chaines polymériques.
Dans ce cadre, on notera la démonstration de la cohérence mathématique (renormalisabilité) d’éléments essentiels du modèle dit Standard de la physique des particules et les premiers calculs précis des exposants critiques avec des méthodes de théorie des champs. Les calculs analytiques de théorie des champs sont basés sur le développement perturbatif. JeanZinn-Justin a contribué à établir la divergence de ces séries et a développé des méthodes de resommation.
Enfin, il a également étudié certaines propriétés des matrices aléatoires de grande taille.
Une partie de ses travaux ont été intégrés dans trois ouvrages cités ci-dessous.

## Récompenses
- En 1977, le prix Paul-Langevin
- En 1981, le prix Ampère.
- En 1996, le prix Gentner-Kastler
- En 2003, le prix Gay-Lussac Humboldt.
- Chevalier de la Légion d'honneur

## Écrits (sélection)
- Approximants de Padé en théorie des champs : système de pions et de kaons  (thèse), Orsay, 1968, 89 p. (OCLC 489727784)
- (en) Quantum Field Theory and Critical Phenomena, Oxford, Clarendon Press, coll. « International series of monographs on physics » (no 113), 2012 (1re éd. 1989), xx+1054 (ISBN 978-0-19-850923-3)
- Intégrale de chemin en mécanique quantique : introduction, Les Ulis / Paris, EDP sciences / CNRS, coll. « Savoirs actuels, Physique », 2005, xxi + 483 (ISBN 978-2-7598-0150-3)
- (en) Path Integrals in Quantum Mechanics, Oxford, Oxford University Press, coll. « Oxford graduate texts », 2005, xiii+318 (ISBN 978-0-19-856674-8, lire en ligne)
- (en) Phase Transitions and Renormalization Group, Oxford University Press, coll. « Oxford graduate texts », 2007, xii + 452 (ISBN 978-0-19-171110-7)
- From random walks to random matrices. Selected topics in modern theoretical physics. Jean Zinn-JustinOxford University Press 2019

### Articles
- (en) « Quantum field theory, renormalization and the renormalization group »  (discours lors de la réception du Prix Gentner-Kastler), Physikalische Blätter,‎ 1996
- « Actualité de la recherche. technologies », La Recherche, vol. 37, no 398,‎ 2006, p. 26 (ISSN 0029-5671)

## Source de la traduction
- (de) Cet article est partiellement ou en totalité issu de l’article de Wikipédia en allemand intitulé « Jean Zinn-Justin » (voir la liste des auteurs).